# Re-Invention World Tour
Re-Invention World Tour var en turné av Madonna 2004 som marknadsförde albumet American Life. Den innehöll åtminstone en låt från varje album och några andra CD hon har släppt. Scenen var en stor scen med plattformar, hissar och videoskärmar.

## Låtlista
1. Video Intro: "The Beast Within"
2. "Vogue"
3. "Nobody Knows Me"
4. "Frozen"
5. "American Life"
6. "Express Yourself"
7. "Burning Up"
8. "Material Girl"
9. Interlude: "Hollywood" (Remix)
10. "Hanky Panky"
11. "Deeper and Deeper"
12. "Die Another Day"
13. "Lament"
14. Video Interlude: "Bedtime Story"
15. "Nothing Fails"
16. Don't Tell Me
17. "Like a Prayer"
18. "Mother and Father"
19. "Imagine"
20. "Into the Groove"
21. "Papa Don't Preach"
22. "Crazy for You"
23. "Music"
24. "Holiday"